# Querella argentina contra los crímenes del franquismo

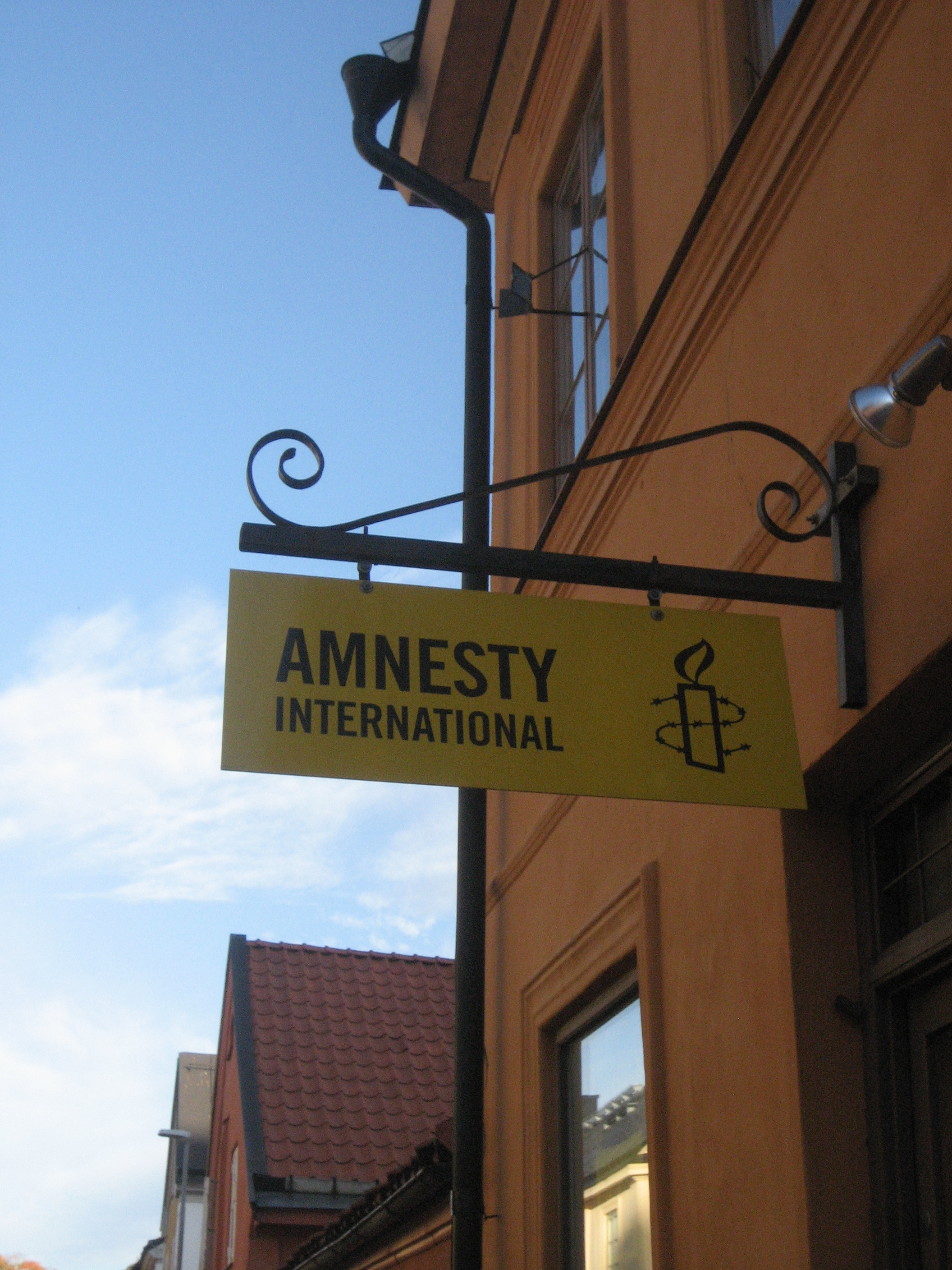
El caso, abierto por la jueza Maria Romilda Servini de Cubría, recibió el apoyo de Amnistía Internacional, la Cámara de Diputados de Argentina y los parlamentos de algunas comunidades autónomas españolas, pero no de España.

La querella argentina contra los crímenes del franquismo es una denuncia presentada ante un tribunal penal de Argentina por los delitos de genocidio y crímenes de lesa humanidad cometidos en España bajo la dictadura franquista, en el período comprendido entre el 17 de julio de 1936 y el 15 de junio de 1977. Desde el 11 de junio de 2018, la querella cuenta con dos sentencias de la Cámara Federal de Casación Penal de la Capital Federal (Ciudad Autónoma de Buenos Aires), que le otorgan jurisprudencia y amplían su alcance tanto territorial —más allá de los límites del Estado español— como temporal, extendiéndolo hasta el periodo de la Transición española.  
El caso fue abierto por la jueza María Romilda Servini de Cubría, amparándose en el principio de jurisdicción universal para juzgar crímenes de lesa humanidad. Se inició con dos denuncias presentadas el 14 de abril de 2010 por diversas organizaciones humanitarias, junto con Adolfo Pérez Esquivel —Premio Nobel de la Paz en 1980—, Inés García Holgado y Darío Rivas, hijo de Severino Rivas Barja, alcalde socialista de Castro de Rey, asesinado en 1937 por falangistas. Para enero de 2013, el número de denuncias había aumentado a 150.
La querella recibió el apoyo de Amnistía Internacional, que en el informe publicado en 2012 Casos cerrados, heridas abiertasdenunciaba que en España no se ha llevado a cabo una investigación judicial exhaustiva para esclarecer las circunstancias de los crímenes cometidos por la dictadura franquista. En respaldo de la denuncia, se creó en España la red ciudadana Coordinadora Estatal de Apoyo a la Querella Argentina contra los Crímenes del Franquismo (CEAQUA), que agrupa a numerosas organizaciones y consejos.  También contó con el respaldo de los parlamentos del País Vasco, Cataluña y Andalucía y de la Cámara de Diputados de Argentina.
El Relator Especial de la ONU sobre la promoción de la verdad, la justicia, la reparación y las garantías de no repetición solicitó "la colaboración de los tribunales españoles con los procedimientos en el extranjero y la adopción de medidas para evitar el debilitamiento del ejercicio de la jurisdicción universal por parte de los juzgados españoles".
Por su parte, en 2014 el Gobierno español, presidido por Mariano Rajoy, del Partido Popular, manifestó que los crímenes juzgados "ya prescribieron en España" y que estaban amparados por la Ley de Amnistía de 1977. Sin embargo, la jueza Servini sostiene que se trata de "crímenes contra la humanidad y, por lo tanto, estos crímenes no prescriben".

## Antecedentes

### Ley de Amnistía de 1977
La Ley 46/1977, del 15 de octubre, de Amnistía, promulgada en España en esa misma fecha, entró en vigor con su publicación en el Boletín Oficial del Estado el 17 de octubre de 1977.
En enero de 2009, el Comité de Derechos Humanos amonestó a España por el "mantenimiento efectivo de la Ley de Amnistía" de 1977, y recordó que "los crímenes contra la humanidad son imprescriptibles" y las amnistías "relacionadas con violaciones graves de los derechos humanos son incompatibles con pacto". El Gobierno español, presidido por José Luis Rodríguez Zapatero, del Partido Socialista Obrero Español, respondió cuestionando la competencia del Comité en este asunto y alegó que la Ley de Amnistía fue "una demanda de la oposición democrática" y que "contribuyó a la transición a la democracia en España".

### Causa contra el franquismo en la Audiencia Nacional española
El 18 de julio de 2007, varias asociaciones presentaron denuncias ante la Audiencia Nacional para la investigación de crímenes y desapariciones del régimen dictatorial de Francisco Franco. Sin embargo, estas fueron rechazadas, argumentándose que "los crímenes prescribirían o, en cualquier caso, estaban sujetos a la Ley de Amnistía Española de 1977".
En septiembre de 2008, el juez de instrucción de la Audiencia Nº. 5, Baltasar Garzón, restableció estas acusaciones, que incluían los nombres de 130.000 desaparecidos. La Fiscalía de la Audiencia Nacional alegó que los crímenes de genocidio y de lesa humanidad no estaban tipificados en el Código Penal de 1932, vigente cuando se cometieron los hechos, por lo que no podía aplicarse retroactivamente; que los secuestros con desaparición forzosa no son delitos permanentes; y que tanto los delitos como sus penas habrían prescrito, por lo que los hechos no podrían considerarsecrímenes de lesa humanidad.
Sin embargo, Garzón se declaró competente para investigar el caso y, amparándose en que se trata de crímenes imprescriptibles, acusó al régimen de Franco, el 14 de octubre de 2008, de un delito de genocidio, al considerar que estos asesinatos formaban parte de una campaña de exterminio del enemigo político organizada por el régimen.
Finalmente, el 18 de noviembre, el juez declaró la responsabilidad penal del general Franco y de otros 44 altos mandos de su gobierno, tras verificar el certificado de defunción de todos ellos. Asimismo, remitió la investigación de los crímenes a los tribunales de instrucción de las provincias donde se encuentran las fosas comunes. Estos tribunales territoriales presentaron posteriormente la mayoría de los casos sin llevar a cabo investigación alguna. Finalmente, la justicia española vetó esta investigación.

## Cronología

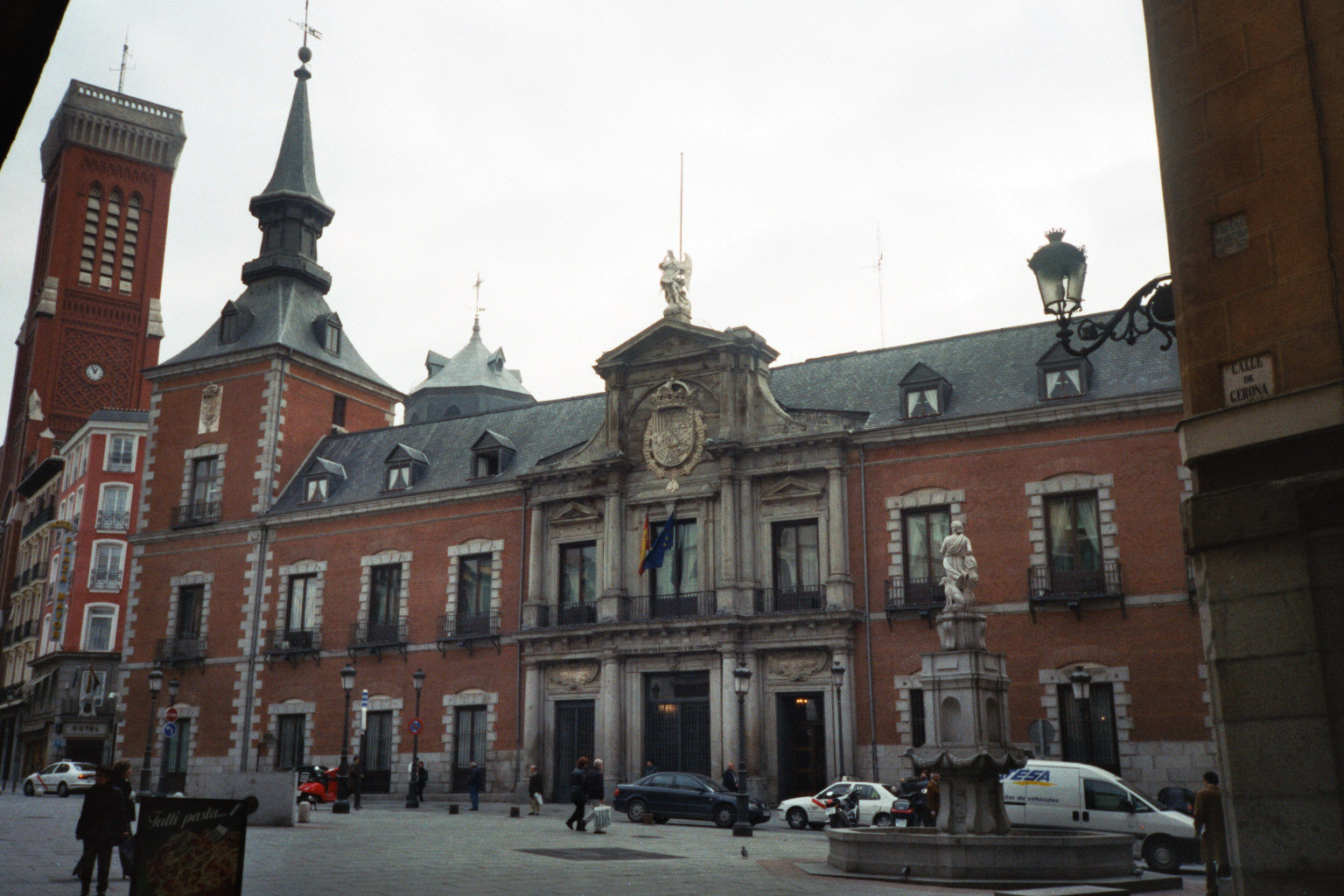
Sede del Ministerio de Asuntos Exteriores y de Cooperación, en Madrid, quien expresó su "malestar" por la denuncia y provocó la cancelación de los testimonios esperados.

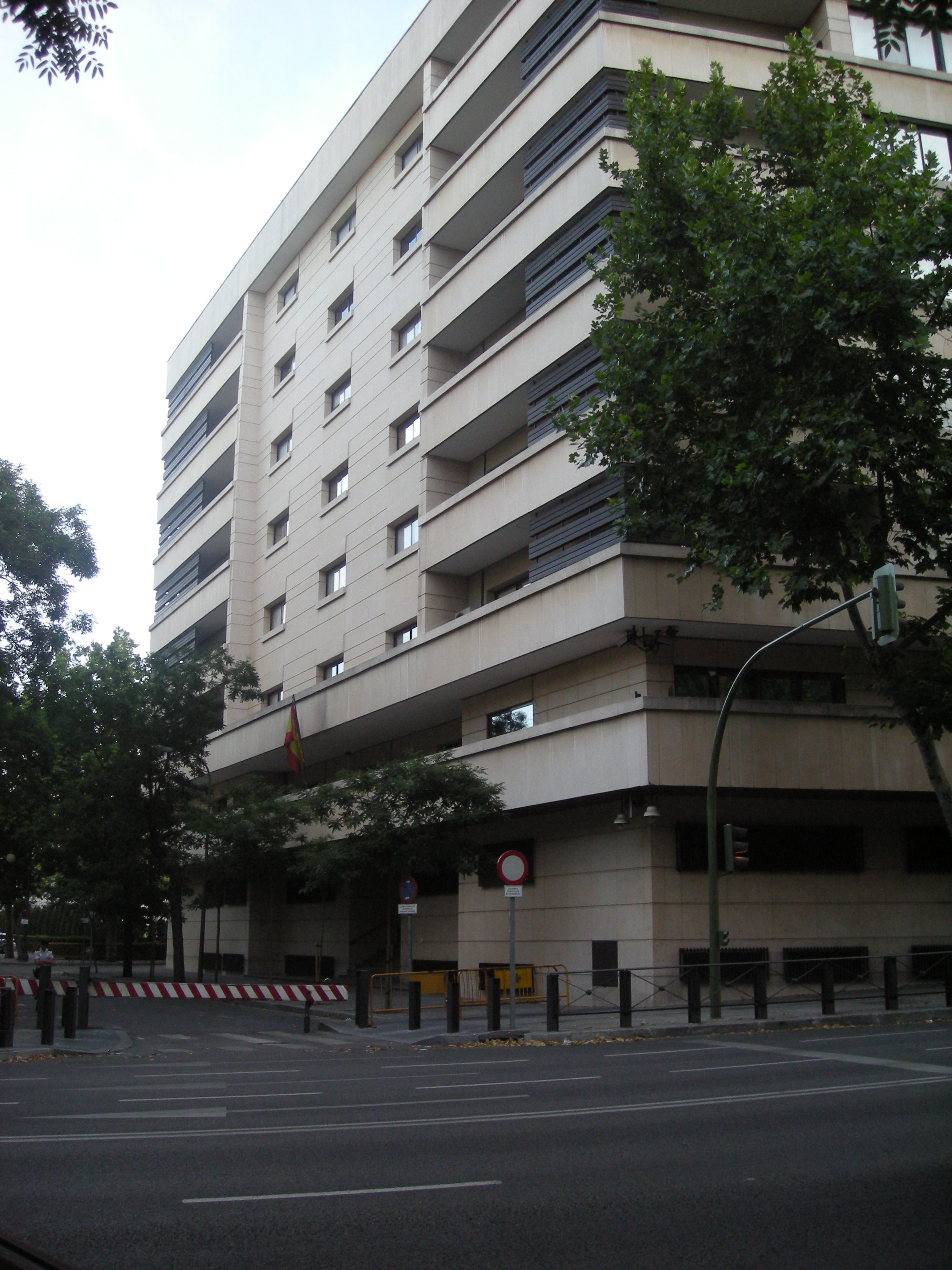
La Audiencia Nacional se opone a la extradición de los acusados con órdenes internacionales de detención, por ejemplo, de Interpol.

El 14 de abril de 2010, Darío Rivas e Inés García Holgado, dos familiares de víctimas de la represión franquista, presentaron una querella en el Juzgado Nacional en lo Criminal y Correccional Federal n.º 1 de Buenos Aires, basándose en el derecho internacional de los derechos humanos, así como en la Constitución y las leyes argentinas. Los abogados que representaron el caso fueron Carlos Slepoy y Ana Messuti en Madrid, y David Baigún, Máximo Castex, Ricardo Huñis, Beinusz Szmukler, Carlos Zamorano y Héctor Trajtemberg en Argentina.
El 21 de junio de 2012, se creó la Red AQUA, que posteriormente pasó a denominarse CeAQUA. También se creó la Plataforma Vasca para la Querella contra los Crímenes del Franquismo, y de manera gradual surgieron otras plataformas similares en toda España.
El 28 de noviembre de 2012, 5.000 testimonios fueron entregados al Juzgado no. 1 de Buenos Aires.
El 21 de marzo de 2013, se presentaron los primeros cargos y se emitieron órdenes de arresto internacional contra Rodolfo Martín Villa, José Utrera Molina, Fernando Suárez González, Rafael Gómez-Chaparro Aguado (magistrado-juez), Jesús Cejas Mohedano, Juan Antonio González Pacheco (alias Billy el Niño), José Ignacio Giralte González, Celso Galván Abascal y Jesús Muñecas Aguilar.
Los testimonios por videoconferencia previstos para los días 25 y 26 de abril de 2013 fueron cancelados. Posteriormente, las sesiones programadas para el 2, 3, 8, 9, 15 y 16 de mayo también fueron suspendidas, en los últimos casos debido a una declaración del Ministerio de Asuntos Exteriores y Cooperación de España dirigida al embajador argentino Carlos Bettini, en la que se le expresaba su malestar por los acontecimientos.  al embajador argentino  expresando su malestar por los acontecimientos. En mayo de 2013, más de 40 parlamentarios y senadores españoles firmaron un documento para respaldar la denuncia.  
El 18 de septiembre de 2013, la jueza María Servini de Cubría dictó orden internacional de búsqueda y captura contra Juan Antonio González Pacheco, José Ignacio Giralte González, Celso Galván Abascal y Jesús Muñecas Aguilar, antiguos miembros de las fuerzas de seguridad franquistas acusados de tortura. Amnistía Internacional prestó su apoyo a la demanda. Desde septiembre de 2013, Argentina facultó a sus consulados para presentar quejas que se han unido a la demanda.  
En noviembre de 2013, trece denunciantes prestaron declaración en Argentina durante una semana. Entre los declarantes que viajaron a Buenos Aires se encontraba Ascensión Mendieta, de 88 años, quien viajaba en busca de reparación para su padre, Timoteo Mendieta, fusilado el 16 de noviembre de 1939.
El 5 de diciembre de 2013, el juez de la Audiencia Nacional, Pablo Ruz, citó a declarar a dos acusados en la querella argentina. El 31 de enero de 2014, la Fiscalía de la Audiencia Nacional se opuso a la extradición del ex inspector Juan Antonio González Pacheco a la Argentina. El 2 de febrero, el relator de la ONU criticó esta decisión.  
El 15 de abril de 2014, la tercera sección de la Audiencia Nacional rechazó la extradición de Jesús Muñecas Aguilar, y el 30 de abril, la segunda sección rechazó la de Antonio González Pacheco argumentando que dichos delitos de torturas están «ampliamente prescritos», en oposición al razonamiento jurídico de la magistrada Servini.
Entre el 18 y el 30 de mayo de 2014, la jueza Maria Servini y el fiscal Ramiro González viajaron a España con sus secretarios judiciales e hicieron varias declaraciones.
El 31 de octubre de 2014, la jueza Servini solicitó a Interpol el arresto preventivo de Martín Villa, Utrera Molina y otras 18 personas imputadas para extraditarlas. El 19 de noviembre, Utrera Molina amenazó, a través de la Fundación Nacional Francisco Franco, a las víctimas de la dictadura con posibles denuncias por manchar su "honor".
El 24 de marzo de 2016 la «Xarxa Catalana i Balear de suport a la Querella Argentina» hizo público un comunicado anunciando su retirada de la coordinadora CEAQUA. 
El 11 de junio de 2018 la sala 4 de la «Cámara Federal de Casación Penal» de la ciudad autónoma de Buenos Aires, en la causa CFP 4591/2010/8/CFC1 (registro núm.655/18 | Id SAIJ: FA18260286) dictó una sentencia para incluir, dentro de la llamada Querella Argentina, el caso de homicidio de Gustau Muñoz, encuadrado en el supuesto crimen de lesa humanidad, ocurrido el 11 de septiembre de 1978 en la calle Ferran de Barcelona. Siendo así superada la barrera temporal de junio de 1977, dejando abierta la posibilidad de querellarse contra los crimenes cometidos durante la Transición.   En esta causa pues, se rompieron fronteras del espacio y del tiempo en tanto se reconoció la unidad de un contexto que respondía a un plan sistemático y generalizado de exterminio.
El 11 de junio de 2018 la sala 4 de la «Cámara Federal de Casación Penal» de la ciudad autónoma de Buenos Aires, en la causa CFP 4591/2010/8/CFC1 (registro núm.655/18 | Id SAIJ: FA18260286) dictó una sentencia para incluir, dentro de la llamada Querella Argentina, el caso de detención ilegal (18 de julio de 1936 en Tetuán, capital del Protectorado Español en Marruecos), fusilamiento y posterior desaparición del cuerpo del Sr. José Salmerón Céspedes, encuadrado en el supuesto crimen de lesa humanidad. Siendo así superada la limitación exclusiva al territorio español.  En esta causa pues, se rompieron fronteras del espacio y del tiempo en tanto se reconoció la unidad de un contexto que respondía a un plan sistemático y generalizado de exterminio.

## Los crímenes investigados

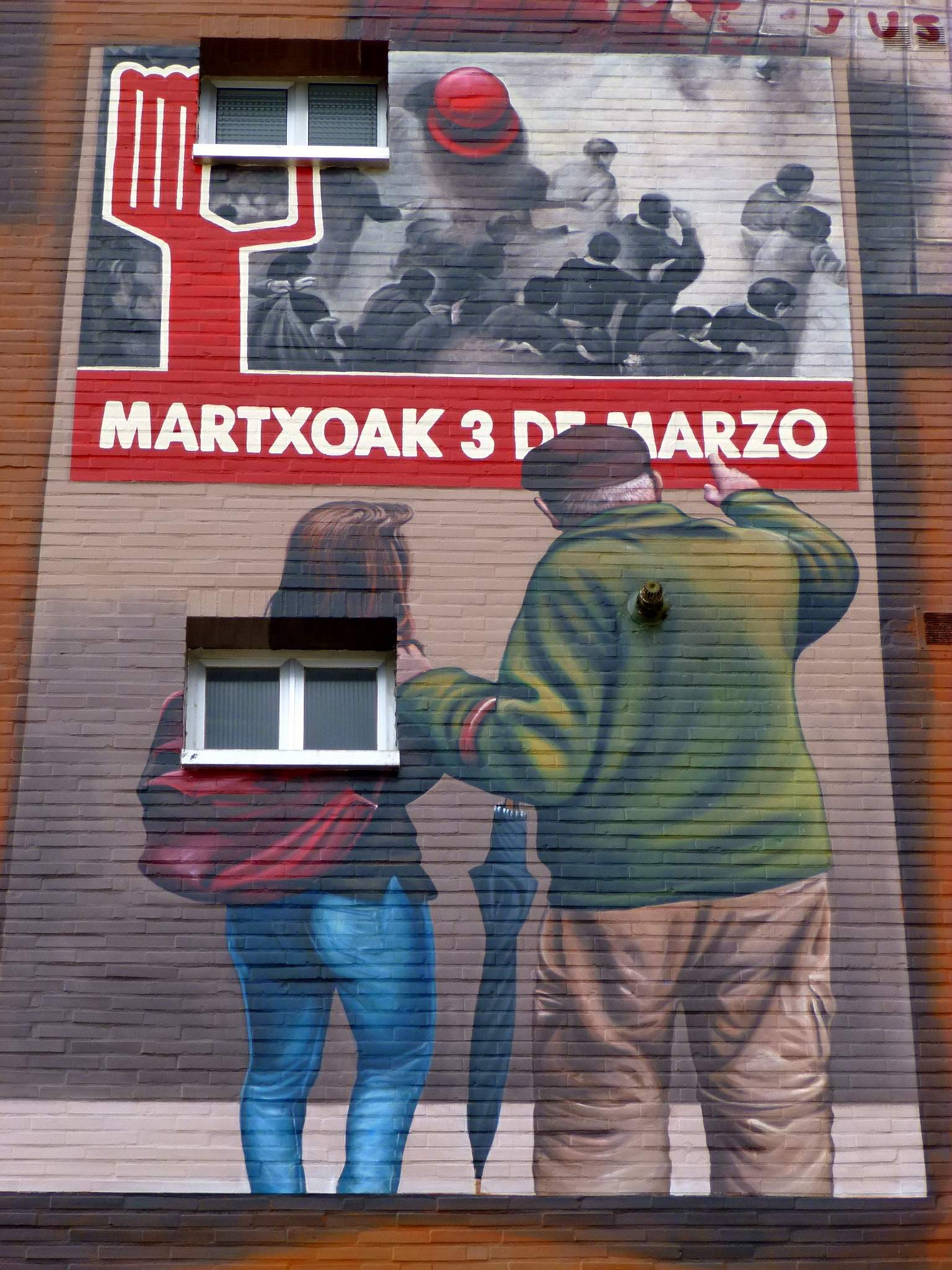
Mural en memoria de los sucesos de Vitoria, ocurridos el 3 de marzo de 1976.

El Juzgado Nacional en lo Criminal y Correccional Federal n.º 1 de Buenos Aires, compuesto por la jueza Servini, investiga "la posible comisión de actos atroces de genocidio y/o lesa humanidad durante la Guerra Civil y el franquismo".
Los crímenes investigados incluyen tortura y encarcelamiento, desapariciones forzosas, asesinatos, trabajos forzados, niños robados y sentencias de muerte. La incorporación de casos del último franquismo, como el de Salvador Puig Antich o la masacre de Vitoria del 3 de marzo, dio un impulso definitivo a la denuncia.  

## Orden de arresto internacional
El 19 de septiembre de 2013, la justicia argentina exigió el arresto de cuatro policías españoles por delitos de tortura durante el régimen franquista: Jesús Muñecas Aguilar, Celso Galván Abascal, José Ignacio Giralte González y Juan Antonio González Pacheco.

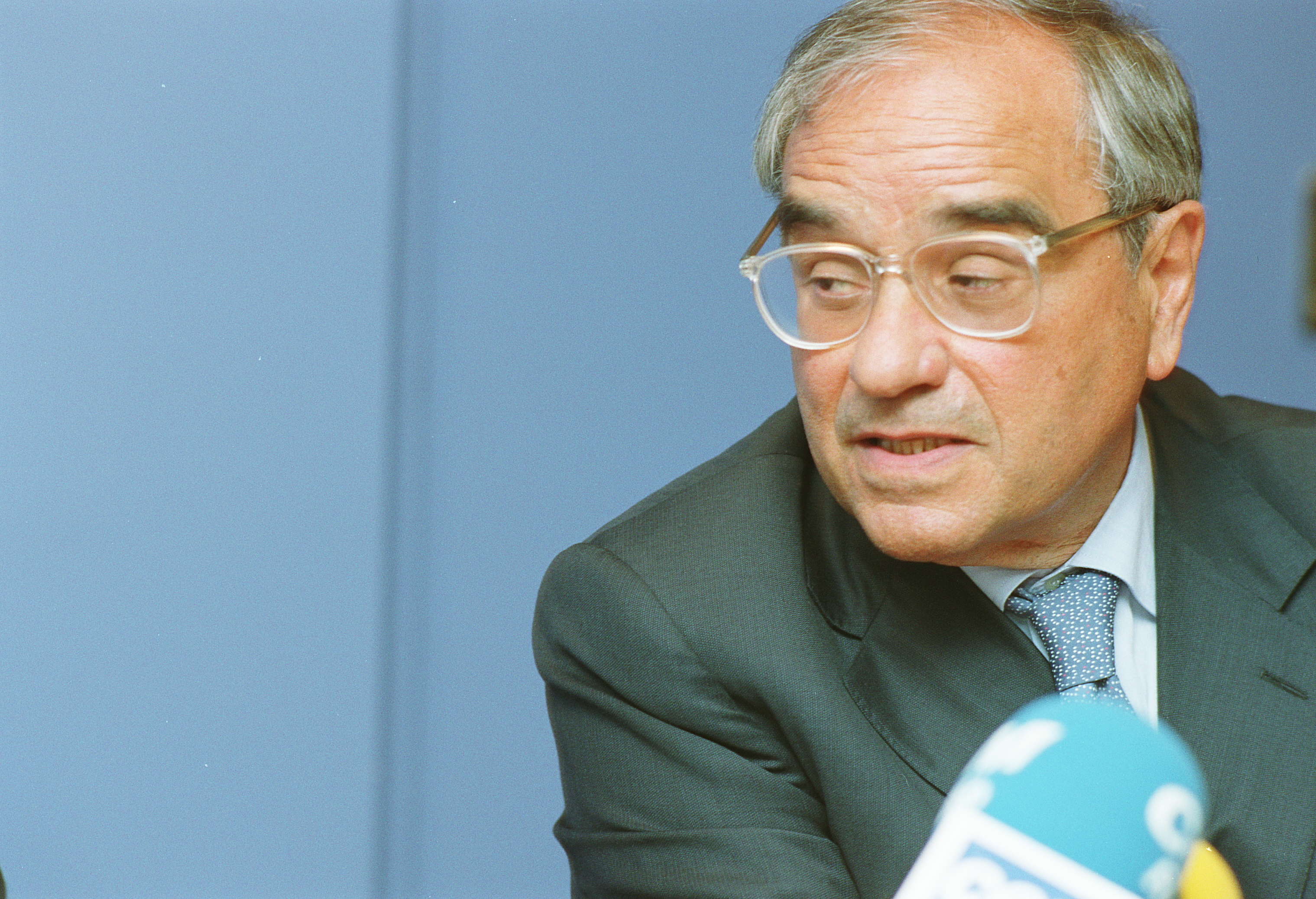
Rodolfo Martín Villa es uno de los acusados para quienes se ha solicitado detención internacional y extradición a Argentina.

El 12 de noviembre de 2014 para la Interpol solicitó la detención a 20 acusados de crímenes cometidos durante la dictadura de Franco, entre las que se encuentran Rodolfo Martín Villa, Antonio Carro Martínez, Licinio de la Fuente, José María Sánchez-Ventura Pascual, Alfonso Osorio, Benjamin Solsona Cortes, José Utrera Molina y Fernando Suárez González. Inmediatamente, el ministro de justicia español, Rafael Catalá, adelantó que la Audiencia Nacional negaría la extradición a Argentina de los veinte acusados. El 13 de marzo de 2015, el Consejo de Ministros denegó oficialmente la extradición de los exministros Utrera Molina y Martín Villa, luego de retrasar el proceso al solicitar más información a Argentina.
Pablo de Greiff, relator especial de la ONU sobre la promoción de la verdad, la justicia, la reparación y las garantías de no repetición, recordó en su informe de 22 de julio de 2014, "la obligación internacional del Estado (español) de extraditar o juzgar y que sólo podrá denegar la extradición de los acusados de la justicia española para iniciar la investigación y juzgar a los responsables ".

## Reacciones
En mayo de 2012, la sección española de Amnistía Internacional presentó un informe en el que analizaba la respuesta dada por la justicia española a los crímenes cometidos durante la Guerra Civil y el régimen de Franco y denunciaba que no se había llevado a cabo una investigación judicial exhaustiva por conocer los abusos cometidos durante el período dictatorial de 1936 a 1975. Parte del informe se centra en la denuncia presentada por las víctimas y organizaciones de España y Argentina a este último país, basándose en el principio de jurisdicción universal. Específicamente, el informe concluye que, a pesar de la respuesta de la Fiscalía General de España y el gobierno a la jueza María Romilda Servini de Cubría a cargo de la querella argentina, según la cual "en España se abrirán procedimientos judiciales sobre los hechos que serán inhibidos la Audiencia Nacional", el hecho es que después de esta inhibición se archivará la "gran mayoría" de los casos. Según Amnistía Internacional, "España está incumpliendo sus obligaciones internacionales con respecto al derecho a la justicia de las víctimas y su deber de investigar los crímenes de derecho internacional cometidos durante la Guerra Civil y el régimen de Franco"  y concluye que la situación de las víctimas es de "total impotencia judicial" y que la "cooperación judicial penal (...) prevista por el derecho internacional" y llevada a cabo en este caso por Argentina debe continuar.
En julio de 2014 Pablo de Greiff presentó un informe que analiza "las medidas tomadas por las autoridades españolas en (... ) verdad, justicia, reparación y garantías de no repetición, en relación con las graves violaciones de los derechos humanos y el derecho internacional humanitario cometidas durante la guerra civil y la dictadura franquista ".
Pablo de Greiff reiteró la "incompatibilidad de los efectos de la ley de amnistía con las obligaciones internacionales adquiridas por España", que también contrajo antes de adoptar la ley de amnistía, y que "el derecho internacional establece que, en relación con En los casos de desaparición forzada, el período de prescripción debe comenzar a contar desde el momento en que cesa la desaparición forzada, es decir, desde el momento en que la persona aparece viva o se encuentra su cuerpo ”. El gobierno español considera que los delitos juzgados "ya prescribieron en España" y que también chocan con la Ley de amnistía española de 1977. Sin embargo, las Naciones Unidas han insistido en que "España está obligada a extraditar a los responsables de violaciones graves de los derechos humanos" y "no puede protegerse de los principios de limitación y terminación de la responsabilidad penal". Además, los expertos de la ONU han enfatizado que los argumentos del Gabinete no tienen fundamento y contradicen las "normas y estándares internacionales de derechos humanos".
Publicación «Trial International» (febrero de 2019) Evidentiary challenges in universal jurisdiction cases (Universal Jurisdiction Annual Review 2019 #UJAR)
Establishing the unconditionality of universal jurisdiction (pg.14)
«In its judgment, the Federal Supreme Court clarified that the universal jurisdiction principle is not one of subsidiary application, concurrent or limited to connections between the facts and the state that intends to judge it.
The Federal Supreme Court also judged that the international qualification of a crime against humanity depends exclusively on the verification that a determined illicit act is committed in the context of a generalized or systematic attack against a civilian population. It found that the crimes could occur not only in the spatial-temporal epicenter through which the attack extends, but also in its margins.» 
Publicación «Jurisdicción Universal en Latinoamérica» (agosto de 2023)
Análisis comparado (pàg. 10)
«Este análisis comparativo parte de la idea de que la aplicación efectiva de la jurisdicción universal contribuye al fortalecimiento de la justicia a nivel internacional, permite el establecimiento de precedentes legales y la construcción de normas y estándares globales para la persecución internacional de delitos. Además, fomenta la cooperación y el intercambio de información entre países en la lucha contra la impunidad y la protección de los derechos humanos.» 

## Filmografía
Las películas documentales El espejo de la memoria: la querella argentina contra el franquismo (2015) y El silencio de otros (2018) abordan esta disputa.